# Matthias Herget
Matthias Herget (født 14. november 1955 i Annaberg-Buchholz, DDR) er en tidligere tysk fodboldspiller (forsvarer).
Han spillede for henholdsvis VfL Bochum, Rot-Weiss Essen, Bayer Uerdingen og Schalke 04, og nåede i alt at spille 236 kampe i Bundesligaen.
Herget spillede desuden 39 kampe og scorede fire mål for det vesttyske landshold. Han var med på de tyske hold ved både VM i 1986 i Mexico, hvor han spillede én kamp, og EM i 1988 på hjemmebane, hvor han spillede samtlige holdets fire kampe.